# スベトラーナ・クリュチコワ
- スヴェトラーナ・クリュチコーワ

スベトラーナ・ワレンティノフナ・クリュチコワ（ロシア語: Светлана Валентиновна Крючкова、1985年2月21日 - ）は、ロシアの元女子バレーボール選手。リペツク出身。元ロシア代表。

## 来歴
2005年にロシア代表に初選出され、2006年のワールドグランプリで準優勝すると同年11月開催の世界選手権でロシアを16年ぶりの優勝に導いた。その後、代表から外れていたが、2010年世界選手権で復帰すると大会2連覇を果たした。2012年、ロンドンオリンピックに出場した。
2013年には、黒い指貫きグローブを着用して試合に臨む姿も度々見られた。同年のヨーロッパ選手権で12年ぶりの金メダル獲得に貢献し、ワールドグランチャンピオンズカップに出場した。

## 球歴
- オリンピック - 2012年（5位）
- 世界選手権 - 2006年（金メダル）、2010年（金メダル）、2014年（5位）
- ワールドグランプリ - 2006年（2位）、2007年（4位）、2013年（7位）、2014年（3位）
- ヨーロッパ選手権 - 2013年（金メダル）

## 所属クラブ
- Indezit Lipeck（2003-2007年）
- ザレチエ・オジンツォボ（2007-2010年）
- ディナモ・モスクワ（2010-2012年）
- ディナモ・クラスノダール （2012-2017年）
- エニセイ・クラスノヤルスク（2017-2020年）
- レニングラードカ・サンクトペテルブルク（2020-2021年）